# Либрусек
Либру́сек — веб-сайт, электронная библиотека, предоставляющая пользователям возможность читать и скачивать тексты книг, в том числе защищённых авторским правом. Либрусек действует по законам Эквадора; пользователям предлагается воздержаться от его использования, если это противоречит законодательству их страны. Вплоть до 2009 года в опубликованном на сайте «Манифесте пиратов» сайт позиционировал себя как «сообщество пиратов» и открыто декларировал неприятие существующей ситуации с авторскими правами и пренебрежение интересами владельцев авторских прав на книги.
Получил премию РОТОР как электронная библиотека 2009 года.
Получил Гран-при РОТОР как электронная библиотека 2012 года.

## Основная информация
Название «Либрусек» произошло от доменного имени lib.rus.ec, образованного с помощью добавления приставки lib к уже имевшемуся у Ильи Ларина сайта, представляющего русскоязычное сообщество в Эквадоре rus.ec. По словам Ларина, название следует произносить с ударением на второй слог.
Книги на сайте хранятся в различных форматах (PDF, DjVu, HTML, txt и т. д.), однако предпочтение отдаётся формату FictionBook (FB2). Существует возможность онлайнового чтения текстовых форматов (txt, rtf, doc).
Управление сайтом осуществляется по принципу вики. Любой зарегистрированный пользователь по прошествии двух дней после регистрации может добавлять книги и редактировать метаинформацию о книге, авторе и т. д. На сайте есть группа привилегированных пользователей — «библиотекари», в задачи которых входит борьба со спамом и антивандальные действия.

### Идеология проекта
Идеологию проекта можно было выразить одной фразой: информация должна быть свободна, хотя "свободный" и "бесплатный" - это не одно и то же. Проект позиционирует себя как свободную сетевую библиотеку, в которую каждый может незаконно добавить любую книгу, и каждый может незаконно и без ограничений скачать любой имеющийся контент.
Основной претензией многих участников проекта к авторам и правообладателям является невозможность адекватного определения качества приобретаемого контента и низкое качество товара, в частности, низкое качество вёрстки и вычитки.
В 2008 году одним из пользователей портала с ником red-fox был опубликован так называемый «манифест пиратов». Создатель Либрусека Илья Ларин не является автором текста. Манифест широко обсуждался на форуме и получил негативную оценку от многих пользователей Либрусека. В настоящее время «манифест пиратов» удалён со страницы портала и существует лишь в виде нескольких коротких цитат на форуме.
Манифест пиратов:
Мы — люди, которые любят книги. Не авторов, не деньги, не законность и справедливость. Только книги. Как индивидуумы мы можем выражать любые мнения, придумывать любые объяснения, но как сообщество пиратов — мы выражаем только свою беззаветную любовь к книгам. Именно в этом наша сила и наша слабость.
Поэтому в Либрусеке присутствует великое равенство авторов. Позиция авторов нас не волнует. Их личности тоже. Мы берём всех. И обращаемся со всеми одинаково. Единственная форма кооперации с авторами — улучшение качества выложенных книг. Без условий.

И на любое ограничение нашего восхищения книгами мы поднимем рёв и съедим оппонента с костями и без соли.
В 2009 году произошёл частичный отказ от декларируемой в манифесте политики, ресурс стал взимать деньги за возможность скачивания книг, но доступ к чтению по-прежнему остаётся бесплатным. В начале 2013 года был закрыт бесплатный доступ к чтению книг, для зарегистрированных пользователей осталось доступно только скачивание книг при наличии оплаченного абонемента или работ на благо сайта.

## История сайта
Основан 10 июня 2007 года Ильёй Лариным. Первичный фонд был сделан на основе 62 000 книг библиотеки «Shark Library» конвертацией их из txt в fb2. В основу заложен принцип пополнения содержимого сайта усилиями пользователей Интернета. Такой способ комплектования обеспечивал «Либрусеку» исключительно широкую и, в ряде случаев, оперативную пополняемость за счёт копирования текстов из различных источников, хотя и сказывается в некоторых случаях негативно (ошибками, пропусками) на качестве текстов. Доля оцифрованных пользователями сайта материалов имеет тенденцию к росту.
В начале марта 2008 года сайт перешёл на новый хостинг в Малайзии, но тут же подвергся распределённой DoS-атаке.
По данным сервера, где расположен сайт, 13 марта 2009 года число посещений в сутки превысило 100 000. По состоянию за первые две недели июня 2009 года сайт посетили около 1,5 миллиона раз.
В течение всего времени своего существования подвергается регулярной критике со стороны лиц и организаций, борющихся за соблюдение авторского права в сети Интернет.
1 июля 2009 года создатели сайта объявили об открытии, а 15 июля 2009 года открыли собственный торрент-трекер, располагающийся по адресу http://torrent.rus.ec/ (с октября 2016 года — https://web.archive.org/web/20161024155112/http://trec.to/). Владелец сервера объявил об этом событии следующими словами: «Крепко устав натыкаться на закрытые правообладателями раздачи, мы решили поднять собственный трекер. Не только под книги — подо всё. Надеемся, он окажется полезным». 24 февраля 2022 года торрент-трекер прекратил свою работу.
В августе 2009 года в ответ на претензии создатели сайта заключили соглашение с интернет-издательством электронных книг Литрес. Суть соглашения заключается в том, что новые книги, продающиеся электронным магазином «Литрес», не будут доступны для скачивания на Либрусеке в течение месяца с момента их выхода. Книги будут доступны для онлайн-просмотра, сопровождаемого показом рекламы, доход от которой будет получать издательство Литрес. На время введения механизма в действие запрещено добавление на сайт книг некоторых авторов. Данное изменение вызвало резкое неприятие у многих активных участников.
В ноябре 2009 года после крупнейшей в истории сайта DoS-атаки Ларин решительно изменил политику ресурса. Вначале было введено принудительное перенаправление анонимных пользователей на платные электронные магазины при попытке скачать книгу. Затем, 26 ноября 2009 года, доступ к сайту был ограничен и для зарегистрированных пользователей. С этого времени стоимость доступа на Либрусек составляет 199 рублей в неделю для всех, кроме отдельных категорий пользователей. Ларин подчеркнул, что сделано это было для того, чтобы окончательно легализовать сайт, и заявил, что политика свободного доступа к информации не означает её бесплатности). Как и в предыдущем случае, многие активные участники ресурса заявили о несогласии с политикой администрации и уходе с Либрусека.
Однако 30 ноября 2009 года руководство «Литреса» опровергло информацию Ларина о скорой легализации Либрусека и заявило, что речи об этом вообще идти не может, по крайней мере до тех пор, пока Либрусек регулярно зеркалируется. В тот же день вновь проявились проблемы с доступом на сайт из-за претензий правообладателей, предъявленных хостерам Либрусека с afraid.org.

#### Введение платного доступа
3 декабря 2009 года Ларин подтвердил стремление сайта обрести легальный статус и уточнил, что абонентская плата будет взиматься ресурсом imobilco.ru для последующего перераспределения между издательствами. В то же время возможность чтения онлайн сохраняется для всех пользователей сайта, в том числе и для анонимных, причём функция копирования содержимого в буфер обмена реализована без ограничений.
Значительное число активистов сайта демонстративно отказалось от абонемента и даже от привилегированных условий его получения, заявив о принципиальном неприятии новой позиции администратора. В настоящее время ими осуществляется поддержка альтернативного сайта, на новом сервере (www.flibusta.net), с сохранением накопленного для Либрусека контента, однако такими программными средствами, чтобы исключить в будущем возможность DoS-атак и блокировок со стороны хостеров. Для этого они рассматривают возможность прибегнуть к пиринговой политике.
В июле 2010 года суд Центрального района г. Комсомольска-на-Амуре Хабаровского края постановил ограничить доступ к ряду интернет-ресурсов, в том числе lib.rus.ec (в постановлении ошибочно написано lib.rus), на которых размещались экстремистские материалы, а именно книга «Моя борьба» Адольфа Гитлера.
Находился в списке запрещённых сайтов России с 11 по 14 ноября 2012 г..
Федеральная служба по контролю за оборотом наркотиков 11 ноября приняла решение заблокировать сайт по одному из IP-адресов — 94.102.50.103. Причиной блокировки стал фрагмент из «Поваренной книги анархиста» с рецептом «супа из конопли», страница с книгой была внесена в реестр ещё 6 ноября. У запрета на IP-адрес и на веб-страницу один и тот же номер основания для внесения в реестр — «2/2/16482».
Однако, несмотря на это, сайт остаётся доступен для большинства пользователей, в тот же день сайт переехал с заблокированного IP на другой и продолжил свою работу. 14 ноября, после удаления фрагмента, сайт был исключён из реестра.
По решению Мосгорсуда от августа 2016 крупнейшая онлайн-библиотека в России может быть заблокирована с сентября навсегда.. Решение было вынесено по заявлению представлявшей издательство «АСТ» Ассоциации защиты авторских прав в интернет по книгам «Древний. Предыстория. Книга третья» Сергея Тармашева, «Кто не думает о последствиях» Даниила Корецкого и «Нежные листья, ядовитые корни» Елены Михалковой. Эквадорский институт по интеллектуальной собственности (аналог российского суда по интеллектуальной собственности) по заявлению Ассоциации защиты авторских прав в интернете (АЗАПИ) принял решение о разделегировании доменного адреса Rus.ec, частью которого является lib.rus.ec. Однако, по состоянию на октябрь 2018 г. сайт до сих пор работает по изначальному адресу.

#### Кража базы данных
В сентябре 2016 года какое-то время сайт Либрусек не работал из-за ареста располагавшихся в России серверов, однако 18 октября 2016 сайт оказался снова доступен. Часть данных удалось восстановить: загруженные книги полностью сохранились, пользовательские отзывы и информация о книгах, сериях и авторах за 2015 г. утеряна.. В тот же день на домене librusec.pro был создан клон Либрусека с последними обновлениями.

## Статистика
По состоянию на 10 июня 2012 года (5 лет со дня основания) на сайте насчитывается 226 тысяч томов книг различных форматов (374 гигабайт). Здесь можно найти книги 116 тысяч авторов. Зарегистрированных пользователей 1 миллион 355 тысяч, в течение месяца на сайт было добавлено 4765 различных книг, как купленных в «Литресе», так и скопированных из других сайтов, занимающихся сканированием и OCR. С ноября 2008 года по март 2010 года специально для Либрусека была создана с нуля 1031 электронная книга.
В результате вышеперечисленной деятельности пользователей ресурса Либрусек является одной из крупнейших электронных библиотек по числу текстов. В 2009 году на конкурсе РОТОР Либрусек был признан лучшей сетевой библиотекой года, обойдя в том числе сайт Lib.ru.

## Атаки на сайт
По заявлениям основателей сайта, Либрусек длительное время регулярно находится под DoS-атакой. Существует мнение, что за данной атакой стоят представители ООО «ЛитРес», но явных доказательств причастности данного объединения нет. По словам генерального директора ООО «ЛитРес» Алексея Кузьмина, информация о причастности Литреса к атаке является неудачным пиаром Либрусека.

## Претензии правообладателей
Либрусек нарушает закон об авторском праве. Применимость законов Российской Федерации к сайту, расположенному за рубежом, правообладатели аргументируют тем, что целевой аудиторией является русскоязычное население. Кроме того, Эквадор является членом основных соглашений об авторском праве (Бернской конвенции, Всемирной конвенции об авторском праве), а также членом ВТО, что обязывает его соблюдать соглашение TRIPS. Это означает, что в Эквадоре находятся под охраной произведения, созданные во всех странах — участниках данных конвенций, в том числе и в России. Но поскольку сайт использует абузоустойчивый хостинг, предъявление основанных на законе претензий затруднено.
Сергей Лукьяненко высказывал недовольство по поводу выложенных на Либрусеке материалов, попросил Илью Ларина и всех пользователей библиотеки убрать его тексты из бесплатного доступа. Книги были на короткое время удалены, а затем заменены экземплярами, имеющими более высокое качество вычитки.
Правообладатели часто называют Либрусек пиратской библиотекой. Сторонники и авторы проекта приняли это слово (см. «Манифест пиратов»), но вкладывают в него несколько иной смысл («Информация должна быть свободной»).